# Гарфилд (Арканзас)
Гарфилд (енгл. Garfield) град је у америчкој савезној држави Арканзас.

## Демографија
По попису из 2010. године број становника је 502, што је 12 (2,4%) становника више него 2000. године.
| Група             | 2000.       | 2010.       |
| Белци             | 471 (96,1%) | 477 (95,0%) |
| Афроамериканци    | 0 (0,0%)    | 0 (0,0%)    |
| Азијати           | 3 (0,6%)    | 0 (0,0%)    |
| Хиспаноамериканци | 7 (1,4%)    | 5 (1,0%)    |
| Укупно            | 490         | 502         |